# Llum elèctrica

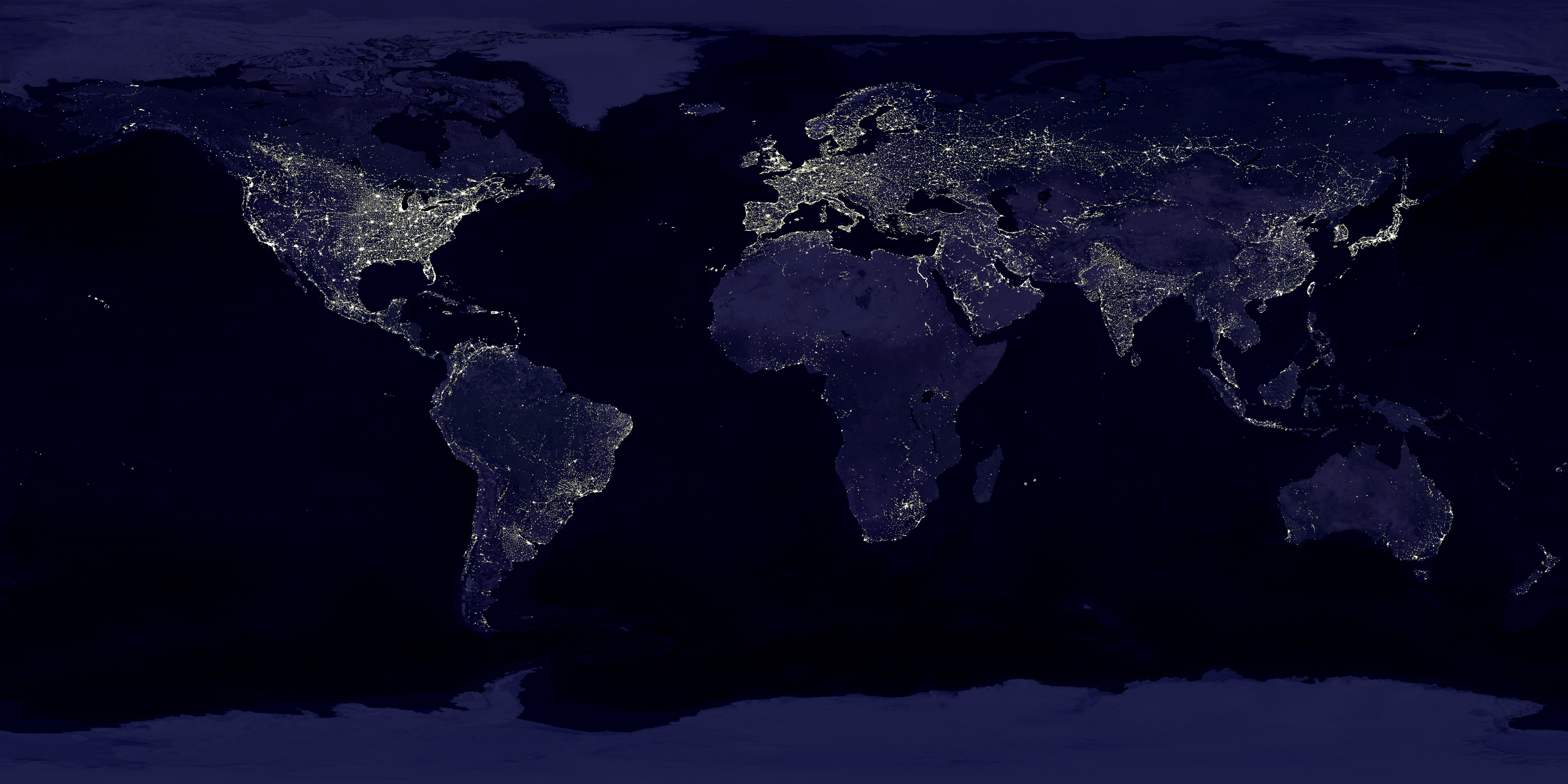
Llum elèctrica a la Terra vista des de l'espai

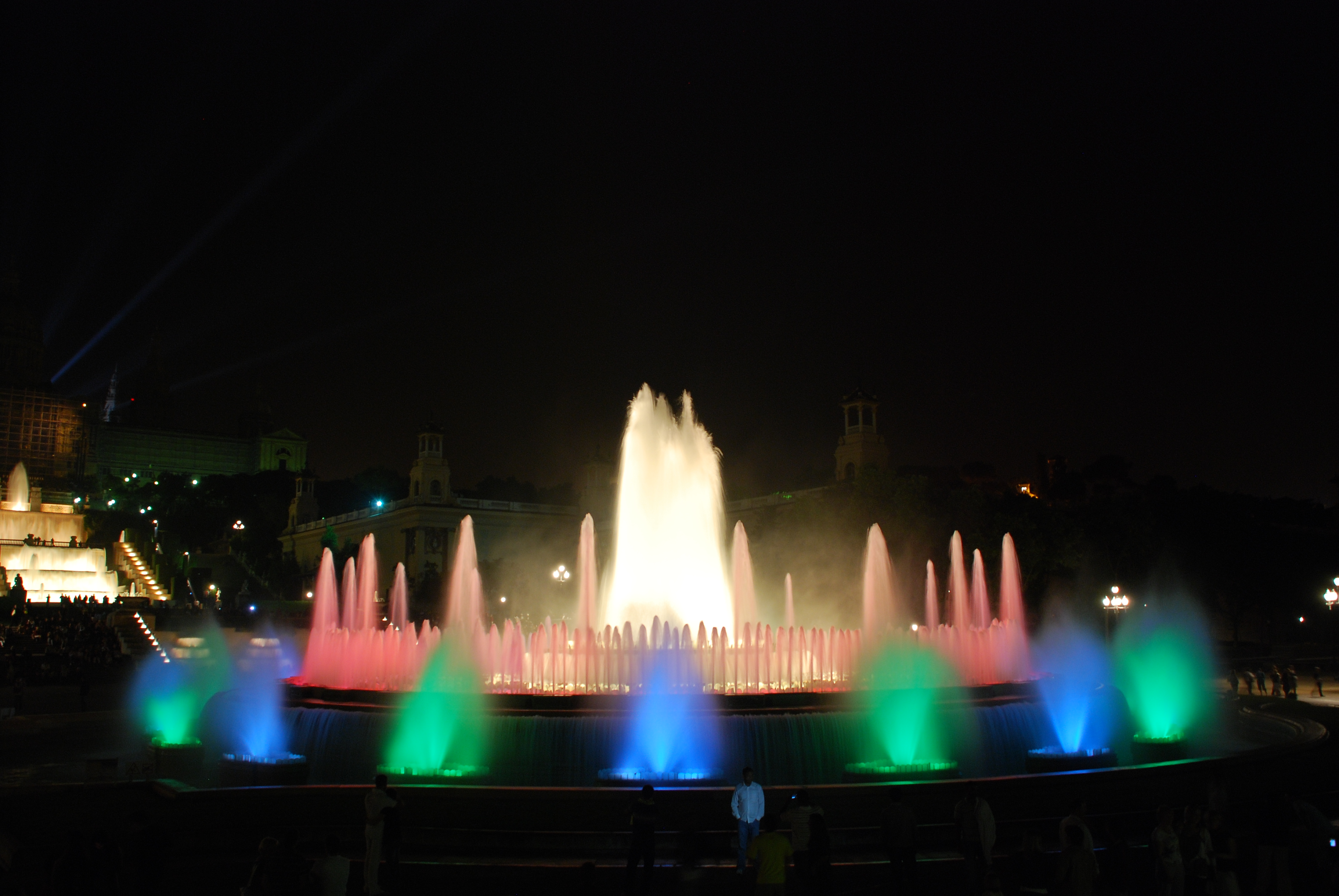
LLum elèctrica a la Font Màgica de Montjuïc, construïda el 1929

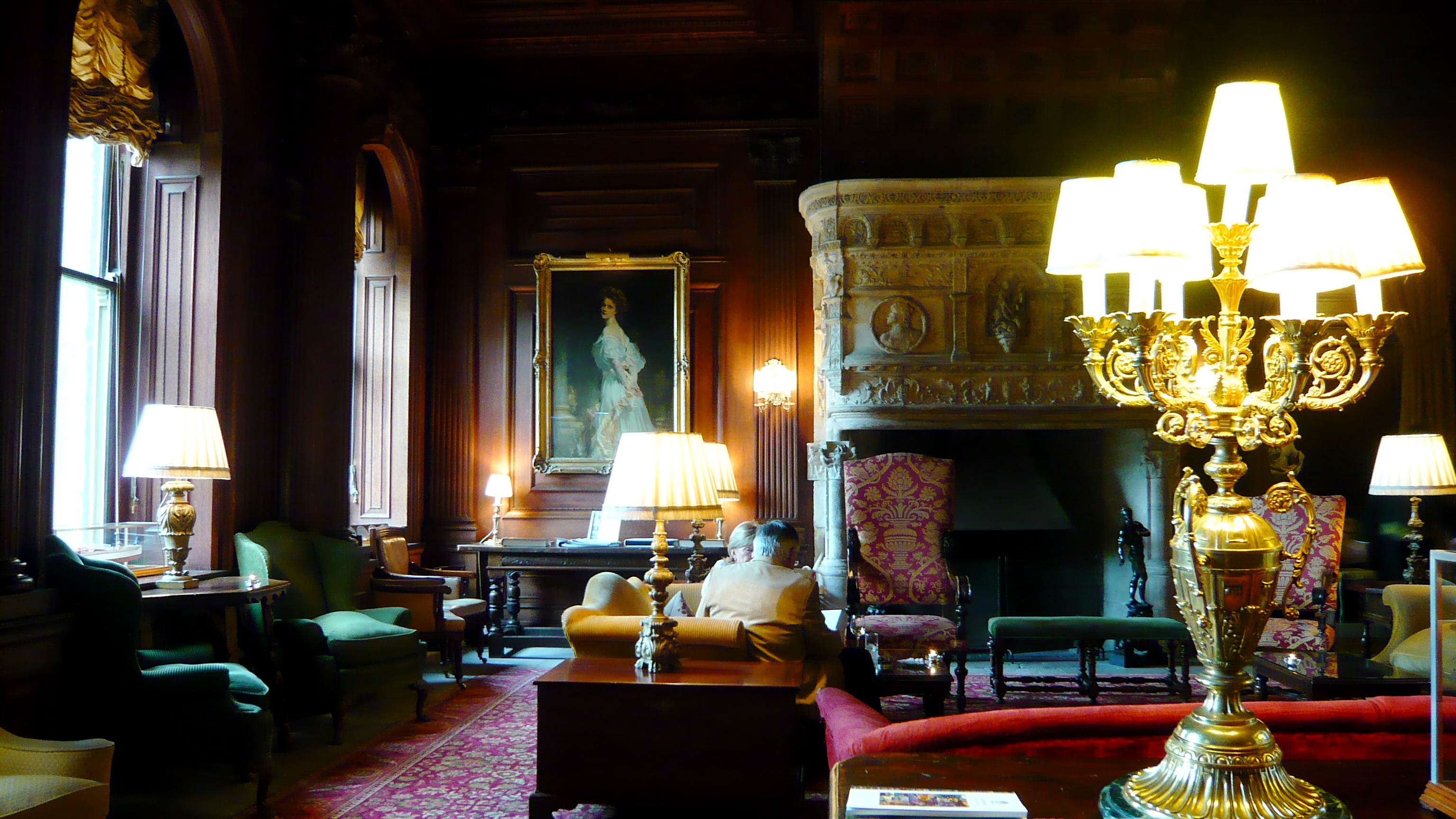
Llum elèctrica en un habitatge

La llum elèctrica és la il·luminació generada per la conversió de l'electricitat en llum, en son exemples les bombetes incandescents, els fluorescents o la llum LED.
La bombeta elèctrica va ser una aplicació de l'efecte Joule, el seu rendiment energètic és molt petit, ja que la majoria d'energia elèctrica que consumeix es dispersa en forma de calor. Als Països Catalans, al canvi de segle xix a xx es van reemplaçar els llums de petroli per llums de gas ciutat, i cap als anys deu la llum de gas per llum elèctrica. Els primers anys, les apagades eren freqüents i, per exemple als teatres, on la sala havia d'estar il·luminada durant tot l'espectacle, es va fer ús d'espelmes i de gas acetilè per a substituir-la fins als anys quaranta, en què van començar a disposar de generadors. Actualment és la forma més comuna de llum artificial al món occidental.
A Espanya, la primera dinamo per a generar electricitat per a il·luminació va ser instal·lada a la rambla de Canaletes de Barcelona, en 1873. Aquesta primera central elèctrica tenia quatre motors de gas, de 50 CV cada un, que movien les respectives dinamos, de 200 V i 200 A, i l'electricitat era distribuïda a diferents establiments per a la seva il·luminació. En 1875, la Maquinista Terrestre i Marítima és il·luminada amb llum elèctrica; va ser la primera fàbrica a fer-ho. En 1883 es va realitzar la transmissió elèctrica per a enllumenat des d'una fàbrica a la finca d'esbarjo de la família Güell.
L'arribada de la llum elèctrica va modificar el servei d'enllumenat públic en el fet que ja no calien els fanalers. A nivell domèstic, la vida quotidiana va canviar més als llocs on no hi havia instal·lació de gas ciutat, ja que el canvi d'energia tèrmica a base de petroli o gas a energia elèctrica a efectes pràctics no era gaire important, mentre que sí que ho era passar de tenir únicament llum natural a tenir-ne d'elèctrica. Va afectar l'arquitectura d'habitatges i fàbriques, que ja no necessitaven grans ventanals per a aprofitar la llum natural. També la contaminació atmosfèrica, major però amb el punt d'emissió fora de la ciutat, si la central elèctrica ho està. El descens de llum natural i la menor ventilació causada per les finestres més petites afecta la salut i l'augment de llum, causada per la llum elèctrica a la nit, fa que les persones dormin menys que en altres èpoques. A més, va aparéixer la contaminació lumínica.

## Arts escèniques

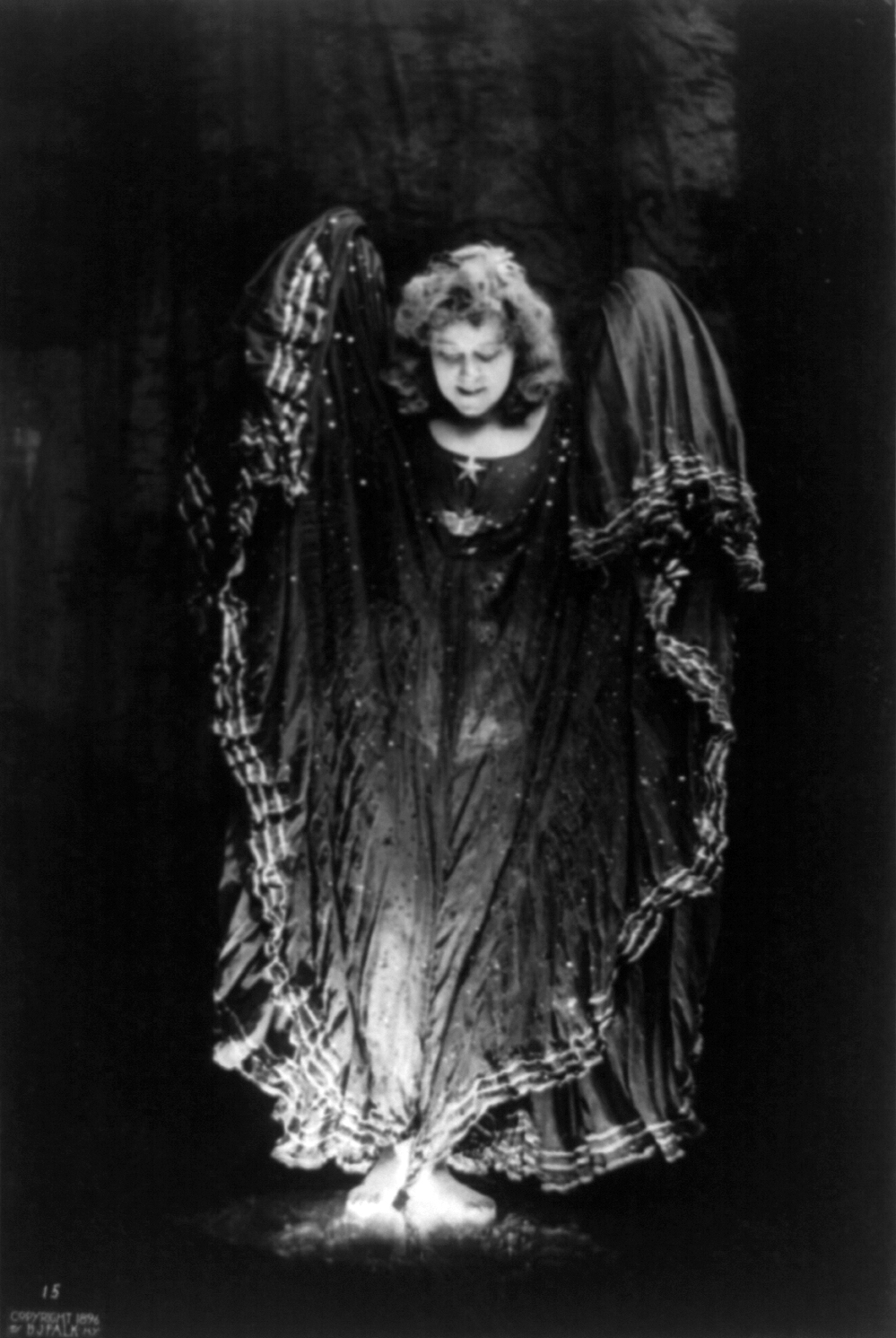
Un espectacle de Loie Fuller

La llum elèctrica va representar una important innovació a les arts escèniques, especialment pels moviments expressionistes, avantguardistes i futuristes, destacant per exemple Loïe Fuller. Al teatre modernista es va aprofitar per crear efectes insòlits a l'escenari i augmentar la fantasia, en detriment del naturalisme. Des d'aleshores, la il·luminació és una important component de l'escenografia, que rep encara més importància a partir dels anys seixanta.
La llum elèctrica permet treballar amb diferents tipus i productors de llum, les diferents qualitats (color, intensitat, brillantor), amb el lloc des del qual s'il·lumina i el lloc a on la llum va dirigida. Permet crear penombres, titelles d'ombres i fer foscos. Les funcions que poden tenir inclouen marcar l'inici o el final d'una escena, mostrar diferents moments del dia, acompanyar o no a intèrprets, recrear estats d'ànim, recrear atmosferes, crear o delimitar espais, focalitzar elements.

## Vegeu també

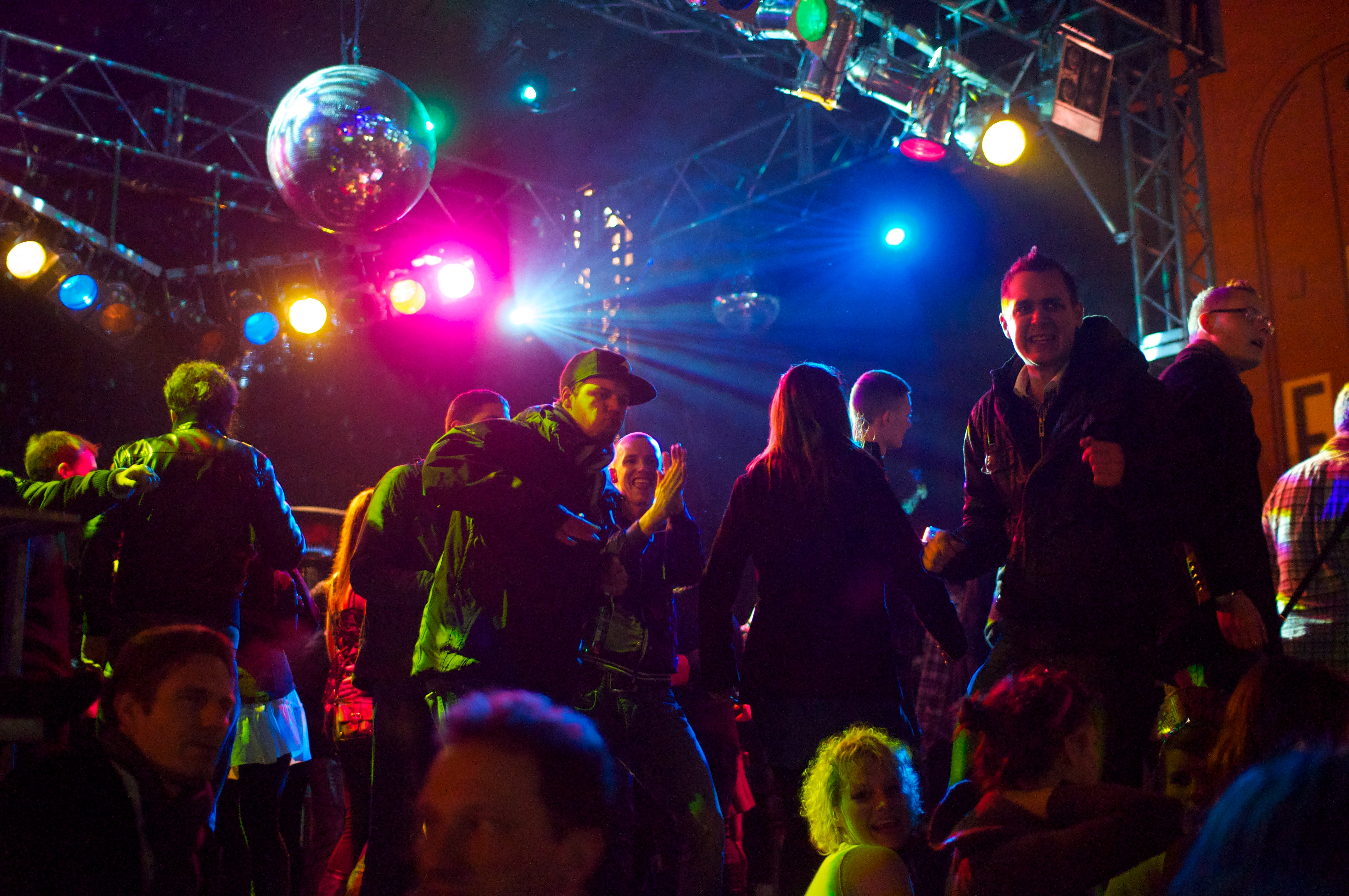
La llum elèctrica té també usos artístics i recreatius